# Physomeloe
Physomeloe là một chi bọ cánh cứng trong họ Meloidae.
Chi này được miêu tả khoa học năm 1911 bởi Reitter.

## Các loài
Chi này gồm các loài:
- Physomeloe corallifer (Germar, 1818)